# Alessandro Alunni Bravi
Alessandro Alunni Bravi, né le 23 novembre 1974 à Umbertide (Italie) est un avocat et manager italien, directeur général du groupe Sauber depuis 2022 qui devient le visage connu de l'écurie de Formule 1 Alfa Romeo en 2023 dans le paddock en tant que son représentant, avec les attributions d'un Team Principal.
Alessandro Alunni Bravi a notamment occupé le poste de directeur d'équipe et directeur général de Trident Racing et d'avocat général d'ART Grand Prix et de Spark Racing Technology, officiant également comme conseiller juridique pendant plus de vingt ans.

## Biographie

### Éducation
Né à Umbertide dans la région centre d'Ombrie, Alessandro Alunni Bravi grandit à Passignano sul Trasimeno, où se trouvaient les installations de la Scuderia Coloni, écurie de Formule 1 entre 1987 et 1991. Fan de course automobile depuis son plus jeune âge, Alunni Bravi a souvent fréquenté l'Autodromo dell'Umbria à proximité. En 1999, il est diplômé avec mention en droit civil de l'Université de Pérouse ; il collabore ensuite en tant que maître de conférences adjoint au sein du département de droit pendant deux ans.

### Carrière
Alunni Bravi a commence à travailler comme conseiller juridique, allant des équipes de sport automobile aux pilotes, athlètes et sociétés d'événements sportifs. Entre 2002 et 2003, il assume le rôle de directeur général et de chef d'équipe chez Coloni qui concourt en Formule 3000. En 2002, l'équipe est vice-championne, remportant quatre victoires avec les pilotes Giorgio Pantano et Enrico Toccacelo.
Il devient ensuite, pendant deux saisons, directeur général du Rallye de Sardaigne, étape du championnat du monde WRC. De 2005 à 2008, il est team principal et directeur général de Trident Racing et fait ses débuts en 2006 dans la série GP2. Au cours des années suivantes, Alunni Bravi collabore avec All Road Management, en plus d'assumer le rôle d'avocat général pour ART Grand Prix, Spark Racing Technology et Birel ART. En 2016, il fonde sa société de gestion, Trusted Talent Management, qui compte parmi ses clients le champion du monde de Formule E 2021-2022, Stoffel Vandoorne ainsi que Robert Kubica, Christian Lundgaard et Gianmaria Bruni.

#### Groupe Sauber
Depuis juillet 2017, Alessandro Alunni Bravi occupe les postes de membre du conseil d'administration et de directeur juridique du groupe Sauber. En mars 2022, il est nommé directeur commercial supervisant le marketing, les communications, les ventes, le service juridique et les finances du groupe.
Au début de la saison 2023, après le départ de Frédéric Vasseur et l'arrivée d'Andreas Seidl, Alesandro Alunni Bravi est nommé au poste supplémentaire de représentant de l'équipe Alfa Romeo F1 Team, c'est-à-dire des fonctions qui s'apparentent à celles d'un Team Principal,